# BMW Championships Marco Island 1985
BMW Championships 1985, також відомий під назвою BMW Challenge,  — жіночий тенісний турнір, що проходив на закритих кортах з килимовим покриттям Marriott Marco Beach Resort у Марко-Айленд (США). Належав до Світової чемпіонської серії Вірджинії Слімс 1984–85 і тривав з 28 січня до 3 лютого 1985 року. Друга сіяна Бонні Гадушек здобула титул в одиночному розряді.

## Фінальна частина

### Одиночний розряд
Бонні Гадушек —  Пем Кеселі 6–3, 6–4

### Парний розряд
Кеті Джордан /  Елізабет Смайлі —  Камілл Бенджамін /  Бонні Гадушек 6–3, 6–3